# Typ 1 37-mm-Pak
Die Typ 1 37-mm-Panzerabwehrkanone (jap. 一式機動三十七粍速射砲, Isshiki Kidō Sanjūnana-miri Sokushahō, dt. „Typ 1 mobiles 37-mm-Schnellfeuergeschütz“) war eine Panzerabwehrkanone (Pak), die vom Kaiserlich Japanischen Heer im Zweiten Japanisch-Chinesischen Krieg und während des Pazifikkrieges von 1941 bis 1945 eingesetzt wurde. Die Bezeichnung Typ 1 deutet dabei auf das Jahr der Truppeneinführung, das Jahr Kōki 2601 bzw. 1941 nach gregorianischem Kalender, hin.

## Geschichte

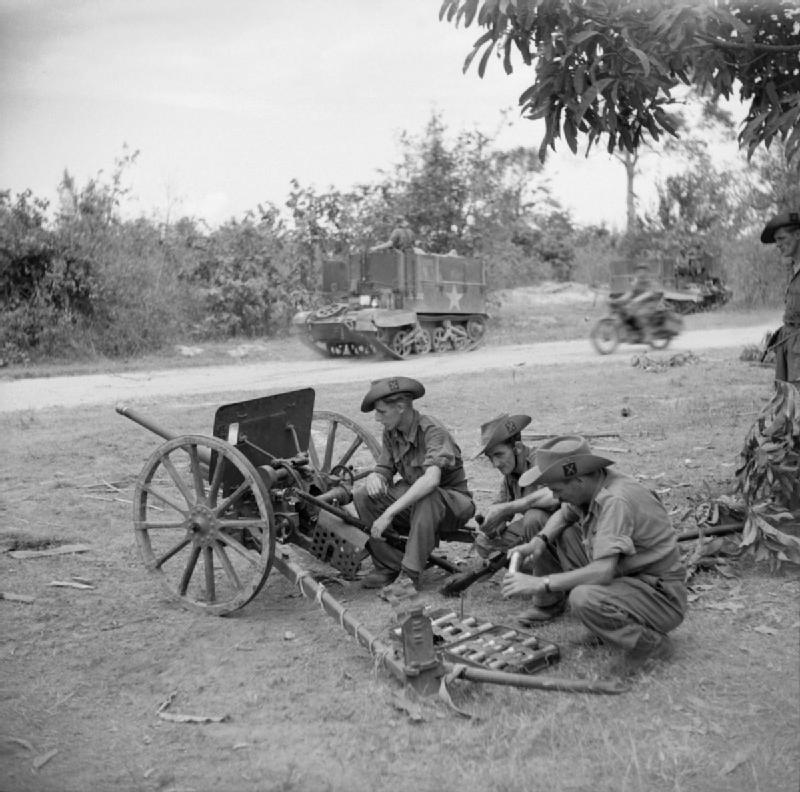
Britische Soldaten untersuchen eine in Burma erbeutete Typ 1 37-mm-Pak, 1945

Bis 1940 war die 37-mm-Panzerabwehrkanone Typ 94 die einzige Panzerabwehrwaffe des Kaiserlich Japanischen Heeres. Diese stellte sich wegen ihrer geringen Mündungsgeschwindigkeit als zu ineffektiv heraus und 1941 wurde die Typ 1 37-mm-Pak entworfen und an das Heer ausgeliefert. Die Typ 1 hatte mit 800 m/s eine um 100 m/s höhere Mündungsgeschwindigkeit und damit eine größere Durchschlagskraft. Insgesamt wurden ca. 2300 Exemplare der Typ 1 hergestellt.
Wie ihre Vorgängerin war die Typ 1 in der Lage, unter günstigen Bedingungen amerikanische M3 Stuart zu zerstören. Gegen den M4 Sherman war die Typ 1 37-mm-Pak allerdings machtlos und schnell wurde eine Pak mit größerem Kaliber und größerer Durchschlagskraft gefordert. Bereits 1942 wurde die 47-mm-Panzerabwehrkanone Typ 1 im Heer eingeführt.
Aus Mangel an Alternativen blieb die Typ 1 37-mm-Pak bis zum Ende des Zweiten Weltkrieges im Einsatz.

## Technik
Im Prinzip handelte es sich bei der Typ 1 Pak um eine Weiterentwicklung der Typ 94 37-mm-Pak. Das Rohr war auf 1,85 m verlängert und das Profil der Kanone war niedriger geworden.
- Kaliber: 37 mm
- Kaliberlänge: L/50
- Rohrlänge: 1,85 m[1]
- Höhenrichtbereich: −10° bis +35°
- Seitenrichtbereich: 60°
- Geschützgewicht: 335 kg[1]
- Geschossgewicht: 15,76 kg
- Mündungsgeschwindigkeit V0 = 800 m/s
- Maximale Reichweite: 6.000 m